# GUPPY
Il GUPPY (Greater Underwater Power Propulsion Program con la 'Y' usata solamente per migliorarne la pronunciabilità) fu un programma di ammodernamento della flotta di sommergibili statunitensi, sviluppato partendo dagli studi di reingegnerizzazione realizzati sugli U-Boot Tipo XXI tedeschi.

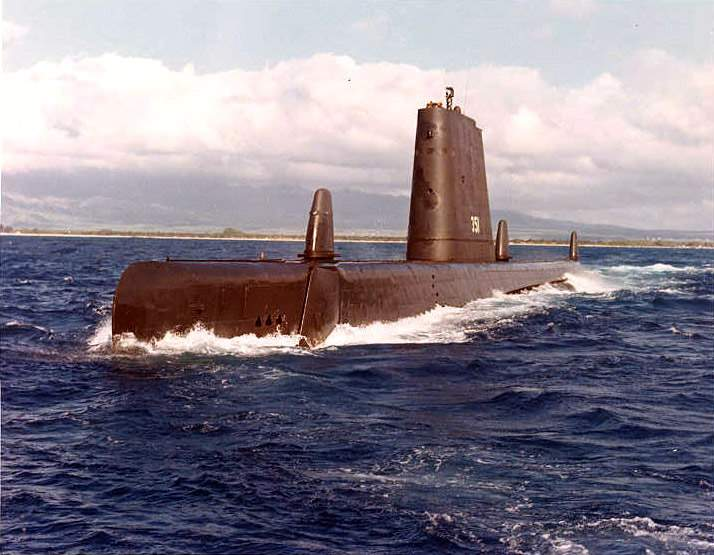
Il sommergibile USS Greenfish

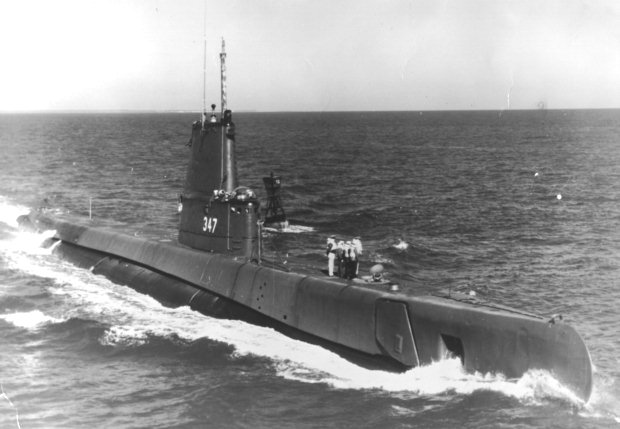
Il sommergibile USS Cubera (SS-347) dopo gli ammodernamenti GUPPY II

Lo sviluppo del programma ebbe inizio al termine della seconda guerra mondiale e furono modificate quarantanove unità. Con questo programma la US Navy mirava a migliorare le prestazioni della sua flotta di sommergibili costruiti durante la seconda guerra mondiale in attesa di una nuova generazione di battelli a propulsione nucleare.

## Modifiche

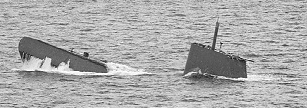
Il sommergibile USS Odax

Le modifiche riguardarono un miglioramento delle linee idrodinamiche, l'eliminazione di protuberanze, il rinforzo delle sovrastrutture, una più rapida ricarica delle batterie, una più rapida estrazione e ventilazione dei gas, l'installazione dello snorkel, una maggiore autonomia ed una maggiore velocità di immersione. Fu anche migliorata l'elettronica con nuovi sonar e nuove apparecchiature per il controllo del fuoco, quali il sistema PUFFS.

## GUPPY I
- USS Odax - Rio de Janeiro (S-13) nella  Marinha do Brasil successivamente aggiornato agli standard GUPPY II prima della cessione al Brasile
- USS Pomodon aggiornato successivamente agli standard GUPPY II.

## GUPPY II
| - USS Catfish (SS-339) - ARA Santa Fe (S-21) nella Armada de la República Argentina) - USS Clamagore (SS-343) aggiornato successivamente agli standard GUPPY III - USS Cobbler (SS-344) aggiornato successivamente agli standard GUPPY III - USS Cochino (SS-345) - USS Corporal (SS-346) - TCG 2. İnönü (S 333) nella Türk Deniz Kuvvetleri aggiornato successivamente agli standard GUPPY III prima della cessione - USS Cubera (SS-347) - ARV Tiburon (S-12) nella ARV (Armada Republica de Venezuela) - USS Diodon (SS-349) aggiornato successivamente agli standard GUPPY IIA - USS Dogfish (SS-350) - Guanabara (S-10) nella Marinha do Brasil - USS Greenfish (SS-351) - USS Halfbeak (SS-352) - USS Tiru (SS-416) aggiornato successivamente agli standard GUPPY III - Trumpetfish (SS-425) - Goiás (S-15) nella Marinha do Brasil aggiornato successivamente agli standard GUPPY III prima della cessione | - USS Tusk (SS-426) - USS Cutlass (SS-478) - USS Sea Leopard (SS-483) - Ceará (S-14) nella Marinha do Brasil - USS Odax (SS-484) - Rio de Janeiro (S-13) nella Marinha do Brasil - USS Sirago (SS-485) - USS Pomodon (SS-486) - USS Remora (SS-487) aggiornato successivamente agli standard GUPPY III - USS Volador (SS-490) - Gianfranco Gazzana-Priaroggia (S 502) nella Marina Militare aggiornato successivamente agli standard GUPPY III prima della cessione - USS Amberjack (SS-522) - Bahia (S-12) nella Marinha do Brasil - USS Grampus (SS-523) - Rio Grande do Sul (S-11) nella Marinha do Brasil - USS Pickerel (SS-524) - Primo Longobardo (S 501) nella Marina Militare aggiornato successivamente agli standard GUPPY III prima della cessione - USS Grenadier (SS-525) |

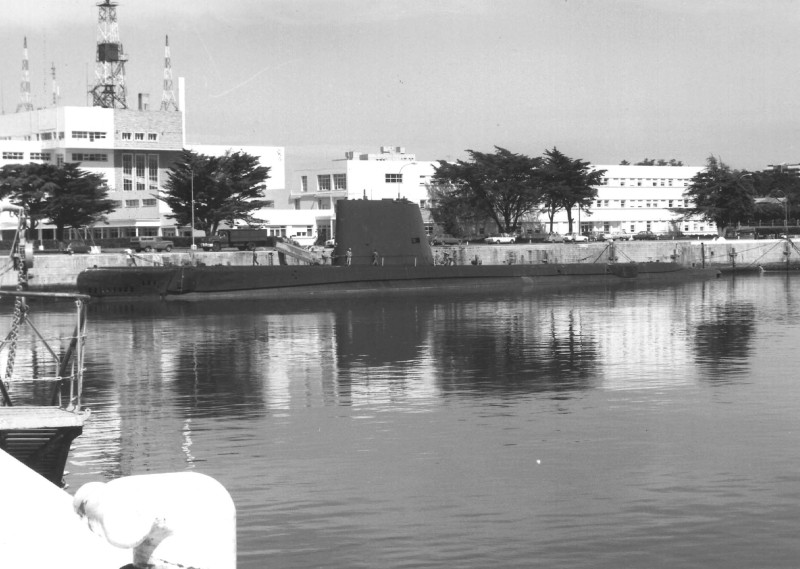
Il sommergibile ARA Santiago del Estero ex USS Chivo

## GUPPY IA
| - USS Becuna (SS-319) - USS Blackfin (SS-322) - USS Caiman (SS-323) - USS Blenny (SS-324) - TCG Dumlupınar (S 339) nella Türk Deniz Kuvvetleri (Marina Turca) - USS Chivo (SS-341) - ARA Santiago del Estero (S-22) nella Armada de la República Argentina) | - USS Chopper (SS-342) - USS Atule (SS-403) - BAP Pacocha (S-48) nella Marina de Guerra del Perú - USS Sea Poacher (SS-406) - BAP La Pedrera (S-49) nella Marina de Guerra del Perú - USS Sea Robin (SS-407) - USS Tench (SS-417) |

## Fleet Snorkel

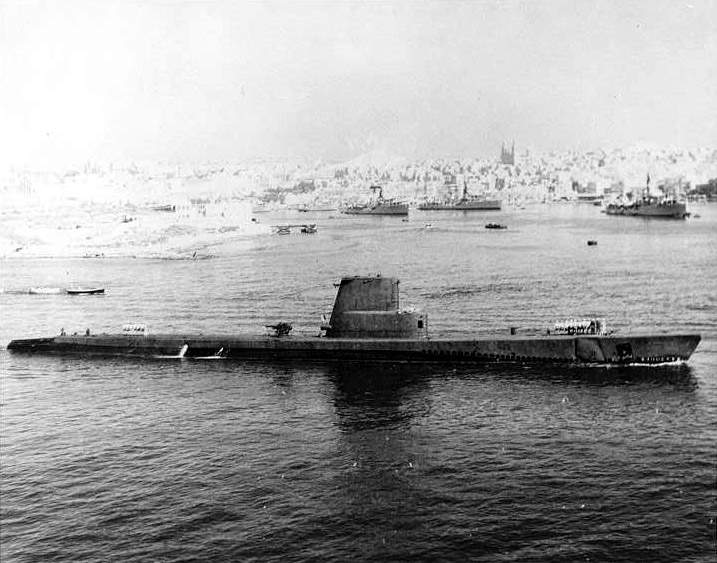
Il sommergibile Torricelli ex Classe Balao

| - Sabalo - Sablefish - Bergall - TCG Turgutreis (S 342) nella Türk Deniz Kuvvetleri - USS Besugo - Francesco Morosini (S 508) nella Marina Militare - Charr - Bugara - Carbonero - Carp - Cusk - Kraken - Almirante García de los Reyes (S-31) nella Armada Española - USS Lizardfish - Evangelista Torricelli (S 512) nella Marina Militare - Mapiro - TCG Piri Reis (S 343) nella Türk Deniz Kuvvetleri (Marina Turca) - Mero - TCG Hızırreis (S 344) nella Türk Deniz Kuvvetleri (Marina Turca) - Sterlet | - Scabbardfish - Triaina (S-86) nella Polemikó Nautikó - Segundo - Sea Cat - Sea Owl - Sennet - Spinax - Piper - Torsk - Argonaut - HMCS Rainbow (SS-75) per la Royal Canadian Navy - Runner - Diablo - Ghazi nella Marina del Pakistan - Medregal - Requin - Irex |

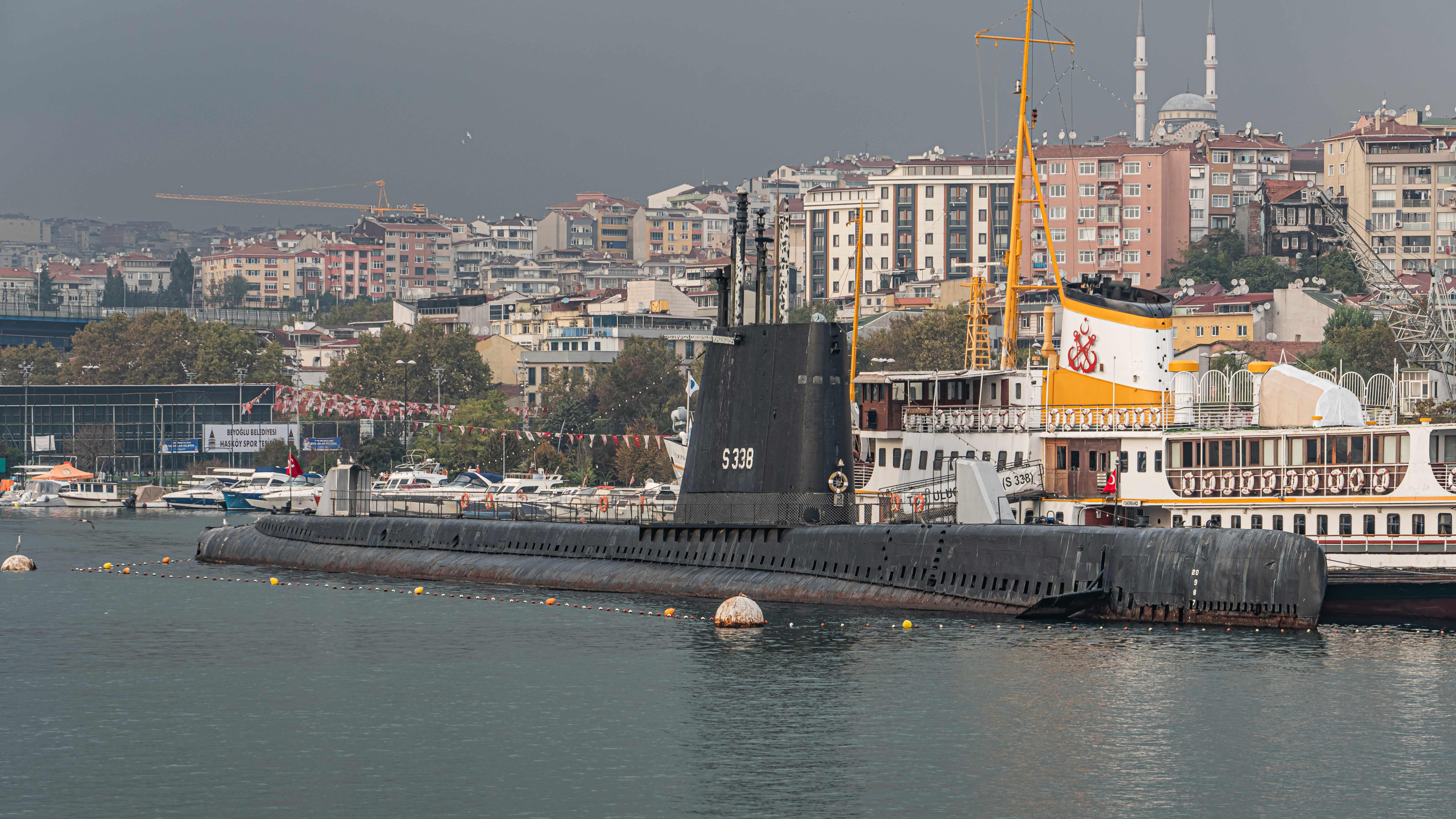
Il sommergibile TGC Uluçalireis ex USS Thornback ora museo galleggiante a Istanbul

## GUPPY IIA
| - USS Entemedor (SS-340) - USS Diodon (SS-349) - USS Hardhead (SS-365) - USS Jallao (SS-368) - Narciso Monturiol (S-35) nella Armada Española - USS Menhaden (SS-377) - USS Picuda (SS-382) - Narciso Monturiol (S-35) nella Armada Española - USS Bang (SS-385) - Cosme Garcia (S34) nella Armada Española - USS Pomfret (SS-391) - TCG Oruçreis (S 337) nella Türk Deniz Kuvvetleri - USS Razorback (SS-394) - TCG Muratreis (S-336) nella Türk Deniz Kuvvetleri | - USS Ronquil (SS-396) - Isaac Peral (S-32) nella Armada Española - USS Sea Fox (SS-402) - TCG Burakreis (S 335) nella Türk Deniz Kuvvetleri - USS Threadfin (SS-410) - TCG 1. İnonu (S 346) nella Türk Deniz Kuvvetleri - USS Stickleback (SS-415) - USS Thornback (SS-418) - TCG Uluçalireis (S 338) nella Türk Deniz Kuvvetleri - USS Tirante (SS-420) - USS Trutta (SS-421) - TCG Cerbe (S 340) nella Türk Deniz Kuvvetleri - USS Quillback (SS-424) |

## GUPPY I B
- USS Barb (SS-220) - Enrico Tazzoli nella  Marina Militare
- USS Dace (SS-247) - Leonardo da Vinci nella  Marina Militare
- USS Hawkbill (SS-366) - HNLMS Zeeleeuw (S-803) nella  Koninklijke Marine
- USS Icefish (SS-367) - HNLMS Walrus (S-802) nella  Koninklijke Marine

## GUPPY III
- USS Clamagore (SS-343)
- USS Cobbler (SS-344)
- USS Corporal (SS-346) - TCG 2. İnönü (S 333) nella  Türk Deniz Kuvvetleri
- USS Greenfish (SS-351) - Amazonas (S-16) nella  Marinha do Brasil
- USS Tiru (SS-416)
- USS Trumpetfish (SS-425) - Goias (S-15) nella  Marinha do Brasil
- USS Remora (SS-487)
- USS Volador (SS-490) - Gianfranco Gazzana-Priaroggia nella  Marina Militare
- USS Pickerel (SS-524) - Longobardo nella  Marina Militare

## Sommergibili GUPPY della Marina Militare
Venute meno nel 1952 le clausole del trattato di pace che vietavano all'Italia il possesso di battelli subacquei, e con l'ingresso dell'Italia nella NATO, nell'ambito di un programma di potenziamento navale avviato nel 1950 fu anche avviata la ricostituzione della componente subacquea, con il recupero e la messa in servizio di due sommergibili risalenti al periodo bellico, il Giada e il Vortice. Lo sviluppo della flotta subacquea avvenne con l'aiuto statunitense mediante la cessione di battelli che seppur risalenti al periodo bellico, presentavano caratteristiche all'altezza dei tempi come risultato dei lavori di ammodernamento agli standard GUPPY, mentre solo alla fine degli anni sessanta furono immessi in servizio i primi battelli di produzione nazionale con la classe Enrico Toti, ma fino all'ingresso in servizio dei battelli della classe Sauro la Marina Militare continuò ad avvalersi prevalentemente di questi battelli GUPPY. Le loro caratteristiche generali ne facevano delle unità efficaci, nonostante le dimensioni, essendo sommergibili di tipo oceanico, ne rendevano problematico l'impiego in un teatro come il Mediterraneo e di conseguenza essi furono utilizzati prevalentemente per l'addestramento della componente subacquea nazionale e delle navi di superficie specializzate nella lotta antisommergibile.

Il sommergibile Leonardo da Vinci ex USS Dace

Alla fine sarebbero stati nove i battelli di tipo GUPPY ceduti alla marina italiana:
- Leonardo da Vinci e Tazzoli ex classe Gato aggiornati agli standard GUPPY IB, che furono gli unici battelli della Classe Gato modificati in GUPPY.
- Torricelli, e Morosini ex classe Balao aggiornati nell'ambito del programma GUPPY alla navigazione a snorkel.
- PLongobardo e Gazzana-Priaroggia ex classe Tench aggiornati prima agli standard prima GUPPY II e successivamente agli standard GUPPY III.
- Piomarta e Romei (rispettivamente USS Trigger e USS Harder) della classe Tang sviluppata già secondo gli standard GUPPY.